# Welcome to Waikiki
Welcome to Waikiki (hangul: 으라차차 와이키키; rr: Eurachacha Waikiki) é uma série de televisão sul-coreana exibida pela JTBC de 5 de fevereiro a 17 de abril de 2018, estrelada por Kim Jung-hyun, Lee Yi-kyung e Son Seung-won.

## Enredo
Três jovens muito diferentes – Dong Goo (Kim Jung Hyun), que sonha em se tornar um diretor de cinema, Joon Ki (Lee Yi Kyung), um ator excêntrico que atua para ganhar a vida, e Doo Shik (Son Seung Won), um Escritor freelancer que na maioria das vezes não faz nada - abra uma pousada chamada “Waikiki” em Itaewon, onde muitos estrangeiros vêm para ficar. Embora eles não tenham ideia de como apresentá-lo, eles estão ansiosos para ganhar dinheiro para pagar pela produção de seu próximo filme. Eles se juntam à irmã mais nova de Dong Goo, Seo Jin (Ko Won Hee), que atualmente administra a casa em Waikiki, a mãe solteira Yoon Ah (Jung In Sun), que fez uma entrada inesperada na casa de hóspedes com seu bebê, e Ex-namorada de Dong Goo, Soo Ah (Lee Joo Woo).

## Elenco

### Elenco principal
- Kim Jung-hyun como Kang Dong-gu

Um jovem de bom coração, mas é um "ícone da desgraça" que sonha em se tornar um diretor de cinema. Recuperando-se após uma separação dolorosa, ele começa a trabalhar novamente. Ele se apaixona por Yoon-ah.
- Lee Yi-kyung como Lee Joon-ki

O filho de um ator de primeira linha que quer seguir os passos de seu pai, mas está preso em papéis menores. Ele está muito determinado a vencer por conta própria e não medirá esforços para conseguir papéis melhores. Ele é alérgico a noz. Ele finalmente vê Seo-jin como uma mulher.
- Son Seung-won como Bong Doo-sik

Um tímido escritor freelance que mal consegue trabalho. Atualmente, ele trabalha em uma loja de conveniência e passa o tempo escrevendo uma história na web.
- Jung In-sun como Han Yoon-ah

Uma mãe solteira que acaba ficando na casa de hóspedes com sua filha Sol em troca de ajuda. Ela deixa os outros residentes desconfortáveis com seu comportamento peculiar e tende a esquecer coisas e causar acidentes. Ela inicialmente queria ser uma rapper, mas depois estudou seriamente para ser uma chef confeiteira. Com medo de confiar nos homens novamente, ela finalmente concorda em ser a namorada de Dong-gu.
- Ko Won-hee como Kang Seo-jin

A irmã de Dong-gu que quer ser jornalista, mas teve dificuldade em conseguir um emprego. Joon-ki a chama de Chewbacca, mais tarde abreviado para Bacca. Seus pelos faciais são uma fonte de constrangimento e ela precisa se barbear regularmente. Ela se apaixona e começa um relacionamento com Joon-ki, mas esconde de seu irmão desaprovador.
- Lee Joo-woo como Min Soo-ah

A ex-namorada de Dong-gu, uma modelo famosa, que de repente terminou com ele. Ela acaba ficando na casa de hóspedes quando seu novo namorado fugiu com todo o seu dinheiro. Ela tenta voltar com a ajuda de Doo-sik.

### Elenco de apoio
- Kang Kyung-joon como Song Hyun-joon (Ep. 9-16)

Chef de confeitaria, dono de uma padaria, instrutor na escola de Yoon-ah. Apaixonado por Yoon-ah.
- Lee Jung-hyuk como Kim Woo-sung
- Ryu Hye-rin como Jin-joo
- Lee Ji-ha como mãe de Ji-soo
- Kim Ji-sung como Ah-young

### Participações especiais
- Park Sung-woong como Park Sung-woong, ator (Ep. 1)
- Seol Jung-hwan como Lee Yoon-suk, namorado de Soo-ah (vigarista) (Ep. 1, 2, 10 e 11)
- Han Ji-sang como Tae Hyun, o veterano da faculdade de Seo-jin e primeiro namorado (Ep. 2 e 3)
- Go Min-si como Lee Min-ah, colega de trabalho de Doo-sik (Ep. 3)
- Choi Ri como Ji-min, a cera de Joon-ki (Ep. 3)
- Kim Young-ok como a avó de Jang-gun (Ep. 4)
- Lee Deok-hwa como Lee Deok-hwa, ator, pai de Joon-ki (Ep. 4)
- Jason Scott Nelson como hóspede do albergue (ep. 4)
- Kim Seo-hyung como Kim Hee-ja, atriz (Ep. 4)
- Jo Woo-ri como Sun-woo, filha do chefe de Doo-sik (Ep. 5)
- Jin Ye-sol como Kwon Hye-jin, roteirista que queria namorar Joon-ki (Ep. 5)
- Jeon Soo-kyung como proprietário da Waikiki Guesthouse (Ep. 6)
- Wheesung como Wheesung, cantora em casamento (Ep. 6)
- Han Bo-bae como Yoon Mal-geum / Cherry, o primeiro amor de Doo-sik, atriz de filmes adultos (Ep. 7–9)
- Kang Kyun-sung como Kang Kyun-sung, ator interpretando o polvo mascarado (Ep. 10)
- Shin Seung-hwan como Min Soo-bong, irmão de Soo-ah, lutador do UFC (Ep. 11)
- Tae In-ho como Kim Jae-woo, um produtor do JBC (Ep. 11-12)
- Kim Byung-se como Park Chang-ho, locutor (Ep. 12)
- Yoon Se-ah como o veterano do clube universitário de Dong-gu (Ep. 12)
- Jung Soo-young como vendedor de departamentos
- Kim Ki-hyeon como Min Ki-young, ator (Ep. 13)
- Seo Yu-ri como o DJ de rádio Seo Yu-ri (Ep. 13)
- Kang Hong-seok como Hong-suk (Ep. 13)
- Shin Hyun-soo como Philip, modelo (Ep. 16)
- Lee Ha-yool como Seo Jin-woo, ator (Ep. 16)
- Kim Kiri como MC Dacopy, rapper (Ep. 19)
- Kim Jin-woo como pai de Sol (Ep. 20)
- Kim Ho-chang como Lee Sang Heon (Ep. 6)

## Produção
- Ryu Hwa-young foi inicialmente oferecido um papel importante, mas recusou.[4]
- A primeira leitura do roteiro do elenco foi realizada em 18 de dezembro de 2017 no edifício JTBC em Sangam-dong.[5]
- Em 6 de março, a emissora JTBC estendeu o programa por mais quatro episódios e exibiu dois comentários especiais em preparação para a extensão.

## Trilha sonora

### Parte 1
| N.º            | Título                                                   | Artista        | Duração |  |
| 1.             | "Waikiki Wonderland" (와이키키 원더랜드)                 | Ulala Session  | 2:50    |  |
| 2.             | "Waikiki Wonderland (Inst.)" (와이키키 원더랜드 (Inst.)) |                | 2:50    |  |
| Duração total: | Duração total:                                           | Duração total: | 5:40    |  |

### Parte 2
| N.º            | Título               | Artista        | Duração |  |
| 1.             | "Wild Dream"         | Cho Hyung-woo  | 2:16    |  |
| 2.             | "Wild Dream (Inst.)" |                | 2:16    |  |
| Duração total: | Duração total:       | Duração total: | 4:32    |  |

### Parte 3
| N.º            | Título                                  | Artista        | Duração |  |
| 1.             | "Cheer Up" (잘하고있어)                 | Choi Sang-yeop | 3:50    |  |
| 2.             | "Cheer Up (Inst.)" (잘하고있어 (Inst.)) |                | 3:50    |  |
| Duração total: | Duração total:                          | Duração total: | 7:40    |  |

### Parte 4
| N.º            | Título                                          | Artista        | Duração |  |
| 1.             | "Will You Come In" (들어와줄래)                 | Mind U         | 3:24    |  |
| 2.             | "Will You Come In (Inst.)" (들어와줄래 (Inst.)) |                | 3:24    |  |
| Duração total: | Duração total:                                  | Duração total: | 6:48    |  |

### Parte 5
| N.º            | Título                                             | Artista               | Duração |  |
| 1.             | "Fluttering Steps" (설레는 발걸음)                 | Seunghee (Oh My Girl) | 3:20    |  |
| 2.             | "Fluttering Steps (Inst.)" (설레는 발걸음 (Inst.)) |                       | 3:20    |  |
| Duração total: | Duração total:                                     | Duração total:        | 6:40    |  |

## Classificação
Na tabela abaixo, os números azuis representam as audiências mais baixas e os números vermelhos representam as audiências mais elevadas.
| Episódio | Data de transmissão original | Título                                                         | Participação média do público | Participação média do público |
| Episódio | Data de transmissão original | Título                                                         | AGB Nielsen                   | TNmS                          |
| -------- | ---------------------------- | -------------------------------------------------------------- | ----------------------------- | ----------------------------- |
| 1        | 5 de fevereiro de 2018       | The New World (신세계)                                         | 1.742%                        | 2.6%                          |
| 1        | 5 de fevereiro de 2018       | A Family is Born (가족의 탄생)                                 | 1.742%                        | 2.6%                          |
| 2        | 6 de fevereiro de 2018       | Anyone Can Be a Wolverine (누구나 그렇게 울버린이 된다)        | 1.861%                        | 2.2%                          |
| 2        | 6 de fevereiro de 2018       | You Know What? It's a Secret (있잖아요 비밀이에요)             | 1.861%                        | 2.2%                          |
| 3        | 12 de fevereiro de 2018      | A Beautiful Farewell (아름다운 이별)                           | 1.743%                        | 1.8%                          |
| 3        | 12 de fevereiro de 2018      | Are You Still Dreaming? (그대 아직 꿈꾸고 있는가)              | 1.743%                        | 1.8%                          |
| 4        | 13 de fevereiro de 2018      | You Did a Good Job (수고했어, 오늘도)                          | 1.635%                        | 2.2%                          |
| 4        | 13 de fevereiro de 2018      | His And Her Circumstances (그 남자 그 여자의 사정)             | 1.635%                        | 2.2%                          |
| 5        | 19 de fevereiro de 2018      | Nothing's Wrong With You! (너는 문제없어!)                     | 1.595%                        | 1.9%                          |
| 5        | 19 de fevereiro de 2018      | Perfect Room to Recover (완전한 사육)                          | 1.595%                        | 1.9%                          |
| 6        | 20 de fevereiro de 2018      | Jealousy is My Power (질투는 나의 힘)                          | 1.589%                        | 2.1%                          |
| 6        | 20 de fevereiro de 2018      | Marriage is an Insane Act (결혼은 미친짓이다)                  | 1.589%                        | 2.1%                          |
| 7        | 26 de fevereiro de 2018      | The Girl We Loved (그 시절 우리가 사랑했던 소녀)               | 1.733%                        | 2.4%                          |
| 7        | 26 de fevereiro de 2018      | When a Man Falls in Love (남자가 사랑할 때)                    | 1.733%                        | 2.4%                          |
| 8        | 27 de fevereiro de 2018      | A Cute Woman (귀여운 여인)                                     | 2.242%                        | 2.6%                          |
| 8        | 27 de fevereiro de 2018      | For Love (사랑을 위하여)                                       | 2.242%                        | 2.6%                          |
| 9        | 5 de março de 2018           | A Secret You Can't Tell (말할 수 없는 비밀)                    | 2.007%                        | 2.5%                          |
| 9        | 5 de março de 2018           | My Gangster Lover (내 깡패 같은 애인)                          | 2.007%                        | 2.5%                          |
| 10       | 6 de março de 2018           | My Love Olivia (내 사랑 올리비아)                              | 1.966%                        | 1.9%                          |
| 10       | 6 de março de 2018           | A Simple Confession (화려하지 않은 고백)                       | 1.966%                        | 1.9%                          |
| Especial | 12 de março de 2018          |                                                                | 1.091%                        | 1.8%                          |
| Especial | 13 de março de 2018          | 1.291%                                                         | 1.8%                          |                               |
| 11       | 19 de março de 2018          | Night Of The Living Dead (살아있는 시체들의 밤)                | 1.837%                        | 2.7%                          |
| 11       | 19 de março de 2018          | I Love You So Much (진짜 진짜 좋아해)                          | 1.837%                        | 2.7%                          |
| 12       | 20 de março de 2018          | I'm a Woman Too (나도 여자랍니다)                              | 2.102%                        | 2.0%                          |
| 12       | 20 de março de 2018          | Life And Death Situation (사생결단)                            | 2.102%                        | 2.0%                          |
| 13       | 26 de março de 2018          | Secretly Greatly (은밀하게 위대하게)                           | 1.652%                        | 2.6%                          |
| 13       | 26 de março de 2018          | A Real Man (진짜 사나이)                                       | 1.652%                        | 2.6%                          |
| 14       | 27 de março de 2018          | The Morning Dew in Colombia (콜롬비아의 아침이슬)              | 1.582%                        | 2.2%                          |
| 14       | 27 de março de 2018          | No Matter How Much I Think About You (아무리 생각해도 난 너를) | 1.582%                        | 2.2%                          |
| 15       | 2 de abril de 2018           | Hide And Seek (숨바꼭질)                                       | 1.590%                        | 1.9%                          |
| 16       | April 3, 2018                | Their Wretched Love (이 죽일놈들의 사랑)                       | 1.543%                        | 1.8%                          |
| 16       | April 3, 2018                | A Simple Confession 2 (화려하지 않은 고백2)                    | 1.543%                        | 1.8%                          |
| 17       | 9 de abril de 2018           | For New Couples (시작하는 연인들을 위하여)                     | 1.941%                        | 2.2%                          |
| 17       | 9 de abril de 2018           | Can Love Be Translated? (사랑도 통역이 되나요?)                | 1.941%                        | 2.2%                          |
| 18       | 10 de abril de 2018          | Stalker (스토커)                                               | 2.069%                        | 2.0%                          |
| 18       | 10 de abril de 2018          | Dancing With Elizabeth (엘리자베스와 춤을)                     | 2.069%                        | 2.0%                          |
| 19       | 16 de abril de 2018          | The Dancer in the Dark (어둠 속의 댄서)                        | 1.616%                        | 2.3%                          |
| 19       | 16 de abril de 2018          | Misfortune Always Comes (불행은 언제나)                        | 1.616%                        | 2.3%                          |
| 20       | 17 de abril de 2018          | Because It Hurts (아프니까 으라차차)                           | 2.081%                        | 2.3%                          |
| Average  | Average                      | Average                                                        | 1.806%                        | 2.2%                          |

- Este drama foi transmitido por um canal de televisão por assinatura, que normalmente tem um público relativamente menor em comparação com as emissoras de televisão abertas (KBS, SBS, MBC e EBS).
- O episódio 10 foi dividido em 2 partes para a preparação da extensão da série.
- Os episódios 11 e 12 não foram exibidos conforme planejado originalmente em 12 e 13 de março de 2018. Em vez disso, foram ao ar uma semana depois, em 19 e 20 de março. O atraso de uma semana foi para permitir tempo para uma melhor produção. Um episódio especial dos bastidores foi transmitido em 12 e 13 de março (apresentava cenas dos bastidores e comentários dos artistas).